# Sludge metal
El sludge metal és un gènere musical que fusiona el doom metal amb el hardcore punk i de vegades també altres gèneres del metal extrem. El terme sludge fa referència al residu que neix del tractament de les deixalles tòxiques dels drenatges i les escombraries industrials.

## Història del sludge
El fenomen proto doom dels primers treballs de Black Sabbath es manifesta amb tota la seva intensitat en un metal molt més pesat, de riffs lents i greus de bandes com The Melvins, Flipper i Black Flag. Sense deixar enrere els seus orígens en el punk, les distorsions pròpies del noise i el ritme lent del stoner rock, destaquen en cançons com «Ever» de 1980 de Flipper, «My War» de 1983 de Black Flag o «Easy as It Was» de 1986 de The Melvins. El contingut líric és molt més brutal, desesperançador, amb temàtiques que tracten l'existència, la solitud, les drogues, la desesperació i la ira. Així sorgiren els orígens d'un nou subgènere que es coneixeria com a sludge metal.

### El punk i el proto doom s'uneixen
Les primeres bandes que incorporen l'estil doom metal en el so punk són les bandes americanes de mitjan i finals dels 80's, Black Flag, Flipper, Dead Kennedys i The Melvins. Aquestes bandes s'allunyen del moviment convencional de hardcore de la segona ona de punk per a incorporar de manera més notòria la influència stoner rock de les bandes dels 60's com Blue Cheer i Jimi Hendrix. El resultat d'aquesta barreja dona lloc a un ambient psicodèlic però arrossegat, lúgubre i brut: una psicodelia d'allò rebutjat i perillós.
Aquestes quatre bandes formen part del moviment punk que es contraposa a l'escena novaiorquesa des de la costa oest dels EUA, principalment a Califòrnia. Immediatament, la influència sobreposa al moviment stoner rock de San Francisco de les bandes com Blue Cheer o Iron Butterfly; i, per descomptat, a les bandes britàniques amb influència predominant d'aquest moviment com Deep Purple i Black Sabbath.
En 1976, naixia Black Flag com una versió californiana de The Ramones, molt inspirada en l'ona punk de Los Angeles que es deixa venir a mitjan 70 amb bandes com The Weirdos, The Dils, The Screamers, The Dickies, X, The Go-Go's, The Zeros i The Bags. No obstant això, aviat es diferencia de les bandes punk californianes per la incorporació el so stoner. Amb una temàtica usual dins del doom metal, Greg Ginn (cap de la banda) compondria cançons arrossegades i lentes que giraven entorn de la bogeria, la paranoia i la neurosi. En 1981, s'incorporaria a la banda el vocalista Henry Rollins i introdueixen al so de la banda el moviment originari de Washington D.C., i relatiu al funk, el go go. Els discos que vindrien a continuació poden considerar-se la forma més primitiva dins de l'escena sludge metal: Damaged i My War.
També procedents de Califòrnia, els originaris de San Francisco, Flipper, neixen el 1979 com una banda de punk-noise, allunyant-se de l'escena local convencional de bandes com The Avengers, The Nuns, Crime i Negative Trend. Considerats massa lents per a una banda de punk, llancen el 1982 el seu disc titulat Album - Generic Flipper. Aquest àlbum es considera una fita en l'escena underground del punk per l'estil doom i pesat semblant als primers treballs de Black Sabbath. L'àlbum va ser el primer en enviar un missatge que explicava que una banda no havia de tocar ràpidament per ser considerada una banda de punk. Aquest missatge inspira a The Melvins a continuar en la seva línia i també va inspirar les primeres tres cançons de l'àlbum My War de Black Flag. A aquest treball li seguiria Gone Fishin' de 1984 també amb l'estil d'un sludge metal primitiu.
També de l'oest dels Estats Units, The Melvins naixia a principis dels 80 a Seattle, Washington, el bressol de l'estrella del hard rock, Jimi Hendrix. Sense cap dubte ells són considerats els pares del sludge. Tot i que Black Flag i Flipper toquen l'estil brut i arrossegat que caracteritza al sludge, són The Melvins els qui maduren i consoliden l'estil amb discos transcendentals: Six Songs i Gluey Porch Treatments. Al principi van començar tocant covers de bandes del hard rock com Hendrix i The Who per després tocar un hardcore ràpid. No obstant, no trigarien a fusionar tots dos estils per treure al mercat el 1986 el seu àlbum debut 6 Songs. Cançons com «Easy as It Was» o «At a Crawl», carregades del so pesat i tètric dels primers discos de Black Sabbath, són un hardcore/thrash metal molt lent, amb riffs pesats que deixen veure la influència del proto doom i doom tradicional de bandes com Saint Vitus, Trouble o Pentagram. Encara que The Melvins no és considerada una banda de doom, els seus sons guarden l'essència bàsica del primer moviment doom i van ser la inspiració de l'escena sludge, així com el grunge de Nirvana, on es pot percebre el noise i els riffs thrashmetalers de The Melvins. La cançó «Cranky Messiah» de 1989 és un doom metal pur, molt lent, amb bateries hardcore però profundament més pausat i veus amb to de lament, molt a l'estil de My Dying Bride. Una altra cançó amb forta influència del noise és «Eyes Flys» del disc Gluey Porch Treatments de 1986; és una cançó sludge doom intensament lenta, amb veus esquinçadores i clares.

### Naixement del sludge metal
Aquestes tres bandes prototip del sludge es van caracteritzar per incorporar un so atmosfèric dins del hardcore i romanen dins d'un influent, però petit, cercle musical que s'orientava d'una manera molt més clara als sons lents i pesats del doom metal que al moviment veloç, agressiu i brutal que imperava en l'escena metalera underground a mitjan anys 80. A aquesta mateixa ventrada pertany la banda de doom metall Saint Vitus i The Obsessed.
No obstant això, el moviment més íntimament lligat al sludge, principalment al moviment conegut al món com NOLA, és el crossover thrash de les bandes Corrosion of Conformity, D.R.I. i Suicidal Tendencies. Derivat d'una forta divulgació d'aquest subgènere del hardcore que incorporava els riffs pesats i greus sabbathescs però d'una manera brutal i violenta, aviat bandes de fama internacional com a Pantera i Metallica (i tota la generació de thrash metal) aconseguirien impulsar moviments més subterranis com les ventrades de bandes de Louisiana (NOLA és com comunament es coneix a New Orleans, Louisiana) tals com Down (formada per l'exvocalista de Pantera, Phil Anselmo), Crowbar, Eyehategod i Acid Bath. Aquests grups americans es caracteritzen per incorporar al so primitiu del sludge l'estil violent i pesat del crossover, molt més veloç que el clàssic sludge de The Melvins o Flipper, però guardant l'essència dels riffs i la pesadesa de Black Sabbath.
Al principi dels 1990s, un nombre de bandes de Louisiana (particularment Nova Orleans amb la seva escena de metal) va prendre aquestes influències i van desenvolupar l'estil que seria conegut com a Sludge. Tot i que aquestes bandes van ser formades en els 80's, el sludge metal va començar a conèixer-se pel seu nom i a ser considerat com a tal a principis i mitjans dels 90, ja que el so característic d'aquest va prendre forma en aquesta dècada, no en l'anterior, en què les bandes es classificaven com a metal alternatiu. Eyehategod (format el 1988), Crowbar (format el 1989 com The Slugs), Buzzoven (format el 1989) i Acid Bath (format in 1991) van començar aquest moviment. En el nord-est, Grief and 13 (format el 1991) va adoptar un acostament més lent al gènere. El sludge metal més tard es va dispersar arribant al sud-est dels Estats Units.